# Calvin Boze
Calvin Boze (* 15. Oktober 1916 in Trinity County, Texas; † Juni 1970 in Los Angeles) war ein US-amerikanischer Rhythm-and-Blues-Musiker (Sänger und Trompeter).
Calvin Boze spielte Trompete in einer Highschool-Band, der auch später bekannte Musiker wie Illinois Jacquet, Arnett Cobb und der Sänger Charles Brown angehörten. Er begann seine Musikerkarriere in den Bands von Marvin Johnson und Milton Larkins, dann arbeitete er bei Jacquet und auch bei Eddie Vinson.
Nach dem Kriegsdienst im Zweiten Weltkrieg zog er nach Los Angeles und trat dort als Sänger und Trompeter auf. Stark beeinflusst von Louis Jordan, wirkte er an der Entwicklung des Jump Blues mit. Erste Schallplatten entstanden bereits 1945 mit Marvin Johnsons Orchester sowie 1949 mit Maxwell Davis, jedoch erzielte Boze seinen Durchbruch erst 1950 mit seinen Aufnahmen für Aladdin Records wie „Safronia B“, der im Juni # 9 der Billboard R&B-Charts erreichte; der Song wurde später auch von The Manhattan Transfer aufgenommen.
In dieser Zeit ging er auch häufig auf Tourneen, u. a. zusammen mit Dinah Washington. Seine späteren Aufnahmen mit Maxwell Davis’ Orchester wie „Looped“ und eine frühe Version von „Lawdy Miss Clawdy“ waren weniger erfolgreich; nach 1952 entstanden keine weiteren Schallplatten. Er spielte zwar im Raum Los Angeles weiter bei Jamsessions; arbeitete jedoch hauptberuflich als Sozialarbeiter und Lehrer.

## Diskographische Hinweise
- Choo Choo's Bringing My Baby Home (Route Sixty-Six)
- Complete Recordings 1945–1952 (Blue Moon)